# Slippery Sam
Slippery Sam är ett kortspel med tydlig hasardkaraktär, där slumpens inverkan dock till viss del kan bemästras med hjälp av sannolikhetsberäkningar. 
En av deltagarna tjänstgör som bankir och lägger upp ett överenskommet antal marker som bank. De andra deltagarna är aktiva spelare och får tre kort var. Resterande kort bildar en talong. I tur och ordning ska sedan spelarna bestämma hur mycket de vill satsa på att de har ett kort på hand i samma färg och med högre valör än talongens osedda översta kort. Om så visar sig vara fallet, vinner man samma antal marker ur banken som man satsat, om inte, förlorar man sin insats till banken.

## Variant
Slippery Sam kan också spelas med regeln att talongens översta kort visas för spelarna och att dessa får satsa utan att titta på sina egna kort.